# Maracay
Maracay je město ve Venezuele. Nachází se 100 km západně od Caracasu na břehu jezera Valencia. V Maracay žije přibližně 1,10 milionu obyvatel. 
Město bylo založeno v roce 1701 a pojmenováno podle domorodého náčelníka, jehož jméno znamená v překladu ocelota. V druhé polovině osmnáctého století vzkvétalo díky pěstování indigovníku. Významnou roli sehrálo ve válce na venezuelskou nezávislost, kdy zde sídlil Francisco de Miranda. Následoval úpadek a počátkem dvacátého století mělo město pouze pět tisíc obyvatel, o nový vzestup se zasloužil diktátor Juan Vicente Gómez, který zde rád pobýval a v roce 1917 učinil Maracay hlavním městem státu Aragua. Ve městě se nachází Gómezovo mauzoleum.
Maracay je dlouhodobě spojeno s armádou a letectvem, v roce 1929 zde vznikla společnost Aeropostal. Je také významným centrem textilního, papírenského, potravinářského a chemického průmyslu, v okolí se pěstuje tabák, kávovník a cukrová třtina. V roce 1999 byla dokončena Torre Sindoni, která je se 130 metry nejvyšší budovou města. Památkou koloniální architektury je katedrála Nanebevzetí Panny Marie. Nachází se zde také operní dům pro 837 diváků a zoologická zahrada. Maracay má díky četným parkům přezdívku „zahradní město“. V okolních horách se nachází národní park Henriho Pittiera, který je nejstarší v zemi.
Město je také proslulé býčími zápasy a tuto tradici připomíná socha Toro de Las Delicias od francouzského sochaře Isidora Bonheura. Nachází se zde sportovní stadion Estadio José Pérez Colmenares, kde hraje baseballový tým Tigres de Aragua. Rodákem z Maracay je automobilový závodník Pastor Maldonado.